# Naque
Naque là một đô thị thuộc bang Minas Gerais, Brasil. Đô thị này có diện tích 129,304 km², dân số năm 2007 là 5885 người, mật độ 43,9 người/km².